# Otto Frick (Pädagoge)
Otto Paul Martin Frick (* 21. März 1832 in Schmetzdorf; † 19. Januar 1892 in Halle/Saale) war ein deutscher Philologe und Pädagoge.

## Leben und Wirken
Nach seiner Reifeprüfung 1851 am Joachimsthalschen Gymnasium in Berlin begann Otto Frick im gleichen Jahr das Studium der Klassischen Philologie und Geschichte an der Universität Berlin, wechselte jedoch nach einem Semester an die Universität Halle. Nach seiner Prüfung für das Lehramt an höheren Schulen im Jahre 1855 und seiner Promotion hielt er sich von 1855 bis 1857 als Hofmeister in Konstantinopel auf und zwar in der Familie des dort amtierenden preußischen Gesandten v. Wildenbruch. Ein Sohn dieser Familie war der spätere Schriftsteller und Diplomat Ernst von Wildenbruch. Seine Tätigkeit im Schuldienst begann 1857 am Joachimsthalschen Gymnasium. Weitere Lehrerstellen übernahm er in Essen (1858), Wesel (1859) und Barmen (1863). Weitere Stationen waren Magdeburg (ab 1864), Potsdam (wo er von 1868 bis 1874 Direktor des Gymnasiums war) und Rinteln (1874 bis 1878). Im Jahre 1878 kam Otto Frick nach Halle/Saale und zwar an die Latina August Hermann Francke. Dort wurde er 1880 Direktor der Franckeschen Stiftungen. Dieses Amt hatte er bis zu seinem Tod inne.
Frick veröffentlichte zahlreiche pädagogische und didaktische Abhandlungen, die nach seinem Tod 1893 in zwei Sammelbänden zusammengefasst wurden. Er setzte sich als Pädagoge für die Einheitsschule ein, also der Zusammenfassung der verschiedenen Formen der damaligen Gymnasien und beschäftigte sich außerdem mit theologisch-kirchlichen Themen. Letztere hingen mit seiner Aktivität in verschiedenen kirchlichen Gremien zusammen.

## Schriften (Auswahl)
- Das plataeische Weihegeschenk zu Konstantinopel. Ein Beitrag zur Geschichte der Perserkriege. In: Neue Jahrbücher für Philologie und Pädagogik, Abt. 1, Supplement-Band 3,4). Teubner, Leipzig 1857/1860, S. 485–556.
- Ein Hof-Pfalz-Grafen-Diplom Johan Rists. Colbatzky, Burg 1866.
- Ausgeführter Lehrplan für den deutschen Unterricht. Colbatzky, Burg 1867.
- Ausgeführter Lehrplan für den lateinischen und griechischen Unterricht. Krämer, Potsdam 1869.
- Der Begriff der Nationalität und die deutsche Nation. Rauh, Berlin 1870.
- Das Wesen der wahren Bildung. Zimmer, Frankfurt/M. 1877.
- Mythus und Evangelium. Henninger, Heilbronn 1879.
- Das Seminarium Praeceptorum an den Franckeschen Stiftungen zu Halle. Ein Beitrag zur Lösung der Lehrerbildungs-Frage. Verlag der Buchhandlung des Waisenhauses. Halle/S. 1883.
- (mit Wilhelm Fries): Übersicht über den gegenwärtigen Bestand der Anstalten in den Francke'schen Stiftungen zu Halle a.d.S. Buchdruckerei des Waisenhauses, Halle/S. 1883 (Digitalisat).
- In wieweit sind die Herbart-Ziller-Stoy'schen Didaktischen Grundsätze für den Unterricht an den höheren Schulen zu verwerten? Weidmann, Berlin 1883. Über das Wesen der Sitte. Henninger, Heilbronn 1884.
- Die Einheit der Schule. Schriften-Niederlage des Evangelischen Vereins, Frankfurt/M. 1884.
- Die Möglichkeit der höheren Einheitsschule (= Schriften des Deutschen Einheitschulvereins, Bd. 1). Meyer, Hannover 1887.
- Schulreden. Hrsg. von Georg Frick. Hofmann, Gera 1892.
- Pädagogische und didaktische Abhandlungen. Zwei Bände. Hrsg. von Georg Frick. Verlag der Buchhandlung des Waisenhauses, Halle/S. 1893.